# The Rolling Stones (альбом)
| Оценки критиков | Оценки критиков |
| Источник        | Оценка          |
| --------------- | --------------- |
| Allmusic        | [ 1 ]           |

The Rolling Stones — дебютный студийный альбом британской рок-группы The Rolling Stones, изданный 16 апреля 1964 года лейблом Decca Records в Великобритании. В США он был издан 30 мая 1964 года под названием England’s Newest Hit Makers на лейбле London Records. Американская версия альбома отличается наличием трека «Not Fade Away», вместо «Mona (I Need You Baby)», присутствующей в английской версии. Также был изменён порядок следования треков на стороне «А».
Альбом занимал первую позицию в UK Albums Chart со 2 мая по 25 июля 1964 года и в австралийском Kent Music Report с 16 января по 5 февраля 1965 года. Однако в американском Billboard 200 альбом достиг лишь 11 позиции.

## Список композиций

### Английская версия
| №  | Название                                                  | Текст песни       | Длительность |
| -- | --------------------------------------------------------- | ----------------- | ------------ |
| 1. | «Route 66»                                                | Бобби Трауп       | 2:20         |
| 2. | «I Just Want to Make Love to You»                         | Вилли Диксон      | 2:17         |
| 3. | «Honest I Do»                                             | Джимми Рид        | 2:09         |
| 4. | «Mona (I Need You Baby)»                                  | Эллас Макдэниэл   | 3:33         |
| 5. | «Now I’ve Got a Witness (Like Uncle Phil and Uncle Gene)» | Нанкер Фелдж      | 2:29         |
| 6. | «Little by Little»                                        | Фелдж/Фил Спектор | 2:39         |

| №   | Название                     | Текст песни                                   | Длительность |
| --- | ---------------------------- | --------------------------------------------- | ------------ |
| 7.  | «I’m a King Bee»             | Слим Харпо                                    | 2:35         |
| 8.  | «Carol»                      | Чак Берри                                     | 2:33         |
| 9.  | «Tell Me»                    | Джаггер/Ричардс                               | 4:05         |
| 10. | «Can I Get a Witness»        | Брайан Холланд / Лэймонт Дозье / Эдди Холланд | 2:55         |
| 11. | «You Can Make It If You Try» | Тэд Джарретт                                  | 2:01         |
| 12. | «Walking the Dog»            | Руфус Томас                                   | 3:10         |

### Американская версия
| №  | Название                          | Текст песни                | Длительность |
| -- | --------------------------------- | -------------------------- | ------------ |
| 1. | «Not Fade Away»                   | Чарльз Хардин/Норман Петти | 1:48         |
| 2. | «Route 66»                        | Бобби Трауп                | 2:20         |
| 3. | «I Just Want to Make Love to You» | Вилли Диксон               | 2:17         |
| 4. | «Honest I Do»                     | Джимми Рид                 | 3:54         |
| 5. | «Now I’ve Got a Witness»          | Нанкер Фелдж               | 2:29         |
| 6. | «Little by Little»                | Фелдж/Фил Спектор          | 2:39         |

| №   | Название                     | Текст песни                                   | Длительность |
| --- | ---------------------------- | --------------------------------------------- | ------------ |
| 7.  | «I’m a King Bee»             | Слим Харпо                                    | 2:35         |
| 8.  | «Carol»                      | Чак Берри                                     | 2:33         |
| 9.  | «Tell Me»                    | Джаггер/Ричардс                               | 4:05         |
| 10. | «Can I Get a Witness»        | Брайан Холланд / Лэймонт Дозье / Эдди Холланд | 2:55         |
| 11. | «You Can Make It If You Try» | Тэд Джарретт                                  | 2:01         |
| 12. | «Walking the Dog»            | Руфус Томас                                   | 3:10         |

## Чарты и сертификации
Синглы с альбома
| Год  | Сингл           | Чарт              | Позиция |
| ---- | --------------- | ----------------- | ------- |
| 1964 | «Not Fade Away» | UK Top 40 Singles | #3      |
| 1964 | «Not Fade Away» | Billboard Hot 100 | #48     |
| 1964 | «Tell Me»       | Billboard Hot 100 | #24     |

Сертификации
| Страна | Организация | Сертификат (порог продаж) |
| ------ | ----------- | ------------------------- |
| США    | RIAA        | Золото                    |

## Участники записи
- Мик Джаггер — вокал, бэк-вокал, губная гармоника, перкуссия
- Кит Ричардс — гитара, бэк-вокал
- Брайан Джонс — гитара, губная гармоника, перкуссия, бэк-вокал
- Билл Уаймэн — бас-гитара, бэк-вокал
- Чарли Уоттс — ударные, перкуссия

Приглашённые музыканты
- Джин Питни — фортепиано («Little by Little»)
- Фил Спектор — маракасы («Little by Little»)
- Иэн Стюарт — орган, фортепиано